# Epistaurus
Epistaurus es un género de saltamontes de la subfamilia Coptacrinae, familia Acrididae. Este género se distribuye en África y Asia (India, Indochina).

## Especies
Las siguientes especies pertenecen al género Epistaurus:
- Epistaurus aberrans Brunner von Wattenwyl, 1893
- Epistaurus bolivari Karny, 1907
- Epistaurus crucigerus Bolívar, 1889
- Epistaurus diopi Mestre, 2001
- Epistaurus meridionalis Bi, 1984
- Epistaurus sinetyi Bolívar, 1902
- Epistaurus succineus (Krauss, 1877)
- Epistaurus tinsensis Gupta & Chandra, 2017